# أيزاياه هاريس (منافس ألعاب قوى)
أيزاياه هاريس (بالإنجليزية: Isaiah Harris)‏ هو منافس ألعاب قوى أمريكي، ولد في 18 أكتوبر 1996 في لويستون في الولايات المتحدة.

## وصلات خارجية
- أيزاياه هاريس على موقع الاتحاد الدولي لألعاب القوى (الإنجليزية)
- أيزاياه هاريس على موقع الاتحاد الأمريكي لسباقات المضمار والميدان (الإنجليزية)
- أيزاياه هاريس على موقع TFRRS.org (الإنجليزية)